# Kommunikationsbehörde Austria
Die Kommunikationsbehörde Austria, abgekürzt auch KommAustria, ist die 2001 gegründete österreichische Regulierungsbehörde für Rundfunk und audiovisuelle Medien und zugleich die Rechtsaufsichtsbehörde über den Österreichischen Rundfunk, sowie Koordinator für digitale Dienste in Österreich nach dem Digital Services Act. Zur Wahrnehmung der Aufgaben in diesen Bereichen dient als Geschäftsstelle die Rundfunk und Telekom Regulierungs-GmbH (RTR-GmbH), die sich die KommAustria mit der für die Regulierung der Telekommunikationsnetze und -dienste zuständigen Telekom-Control-Kommission (TKK) sowie der für die Postregulierung zuständigen Post-Control-Kommission (PCK) teilt.
Die KommAustria eine weisungsfreie Kollegialbehörde, die aus sieben Mitgliedern besteht.

## Kommunikationsbehörde Austria

### Aufgaben
Das KommAustria-Gesetz (KOG) weist der KommAustria in § 2 Abs. 1 und 2 insbesondere folgende Aufgaben zu:
- Rechtsaufsicht über den Österreichischen Rundfunk und dessen Tochtergesellschaften
- Rechtsaufsicht über private Hörfunkveranstalter nach dem Privatradiogesetz (PrR-G)[2] sowie private Fernsehveranstalter und sonstige audiovisuelle Mediendiensteanbieter nach dem Audiovisuelle Mediendienste-Gesetz (AMD-G)[3]
- Zuordnungs- und Zulassungsverfahren nach dem PrR-G und dem AMD-G
- Verfahren zur Mitbenützung von Sendeanlagen gemäß § 8 ORF-G[4]
- Werbebeobachtung (ein laufendes stichprobenartiges Monitoring) bei sämtlichen Rundfunkveranstaltern und Mediendiensteanbietern in Österreich auf Einhaltung der gesetzlichen Vorgaben
- Vorbereitung, Einführung und Weiterentwicklung von digitalem Rundfunk nach dem 6. Abschnitt des AMD-G
- Erteilung von Bewilligungen zum Betrieb der für die Veranstaltung von Rundfunk notwendigen technischen Einrichtungen
- Erteilung von Bewilligungen zum Betrieb der für die Veranstaltung von Rundfunk notwendigen technischen Einrichtungen sowie Frequenzverwaltung nach dem TKG 2021
- sonstige Verfahren gemäß § 199 TKG 2021
- Verfahren nach dem KartG 2005, BGBl. I Nr. 61, und dem WettbewerbsG, BGBl. I Nr. 62/2002, soweit der KommAustria die Stellung einer Amtspartei zukommt, Verfahren nach dem KartG 2005, BGBl. römisch eins Nr. 61, und dem WettbewerbsG, Bundesgesetzblatt Teil eins, Nr. 62 aus 2002, soweit der KommAustria die Stellung einer Amtspartei zukommt
- Vergabe der Förderungen nach dem Presseförderungsgesetz[5] (Presseförderung) und dem Publizistikförderungsgesetz[6]
- Wahrnehmung der Aufgaben nach dem Medienkooperations- und -förderungs-Transparenzgesetz[7]
- Wahrnehmung der Aufgaben im Bereich des Fernseh-Exklusivrechtegesetzes (FERG)[8]
- Verwaltungsstrafverfahren nach dem ZuKG
- Wahrnehmung der Aufgaben nach dem MedKF-TG
- Wahrnehmung der Aufgaben nach dem Terrorinhalte-Bekämpfungs-Gesetz – TIB-G
- Die KommAustria ist zuständige Behörde für die Wahrnehmung der Aufgaben des Koordinator-für-digitale-Dienste-Gesetzes (KDD-G)
- Wahrnehmung der Aufsicht über Anbieter großer Online-Plattformen gemäß § 89c des Urheberrechtsgesetzes, BGBl. Nr. 111/1936, Wahrnehmung der Aufsicht über Anbieter großer Online-Plattformen gemäß Paragraph 89 c, des Urheberrechtsgesetzes, Bundesgesetzblatt Nr. 111 aus 1936
- die Abgabe von Stellungnahmen in Verfahren vor der Datenschutzbehörde gemäß § 9 Abs. 1 oder 1a des Datenschutzgesetzes – DSG

### Organisation
Die Behörde beruht auf einer eigens geschaffenen verfassungsrechtlichen Grundlage (Art. 20 Abs. 2 Z 5 B-VG). Organisatorisch ist sie dem Bundeskanzleramt als Dienststelle nachgeordnet. Die sieben Mitglieder werden vom Bundespräsidenten auf Vorschlag der Bundesregierung im Einvernehmen mit dem Hauptausschuss des Nationalrates für die Dauer von sechs Jahren ernannt.
Die Mitglieder müssen Juristen sein und über eine mindestens fünfjährige juristische Berufserfahrung verfügen. Es bestehen umfangreiche Unvereinbarkeitsbestimmungen im Hinblick auf die Sicherung der Unabhängigkeit der Mitglieder, etwa in Bezug auf (auch der Bestellung vorangehende) Tätigkeiten in politischen Funktionen, Interessensvertretungen oder bei Medienunternehmen.
Gegen die Bescheide der KommAustria kann Beschwerde an das Bundesverwaltungsgericht erhoben werden. Der weitere (außerordentliche) Rechtszug führt zum Verfassungsgerichtshof und zum Verwaltungsgerichtshof.
Die KommAustria entscheidet in Senaten (bestehend aus drei Mitgliedern) oder als Einzelmitglieder, wobei die „bedeutenderen“ Entscheidungen (z. B. Programmbeschwerden gegen den ORF, Lizenzentzugsverfahren, Rechtsaufsichtsverfahren etc.) den Senaten vorbehalten sind. Die KommAustria wird sowohl von Amts wegen, als auch auf Antrag bzw. aufgrund von Beschwerden bestimmter Personen (Mitbewerber, Geschädigte oder „Popularbeschwerde“ mit ausreichenden Unterstützungserklärungen) tätig.

### Mitglieder
- Michael Ogris – Vorsitzender
- Susanne Lackner – Vorsitzende-Stellvertreterin
- Martina Hohensinn
- Gerhard Holley
- Thomas Petz
- Martin Stelzl
- Katharina Urbanek

Stand: 20. Februar 2025

## Telekom-Control-Kommission (TKK)und Post-Control-Kommission (PCK)
Die Telekom-Control-Kommission (TKK) wurde 1997 als Regulierungsbehörde für den Telekom-Markt gegründet. Sie ist heute eine Kollegialbehörde mit richterlichem Einschlag und nach Art. 20 Abs. 2 Z 4 B-VG weisungsfrei gestellt. Die TKK besteht aus drei Haupt- und drei Ersatzmitgliedern, die von der Bundesregierung für die Dauer von fünf Jahren ernannt werden.
Die Aufgaben der Telekom-Control-Kommission sind im Telekommunikationsgesetz von 2003 festgeschrieben. Hierzu zählen unter anderem die Wettbewerbsregulierung, das Frequenzvergabeverfahren und die Überprüfung bzw. Genehmigung von Allgemeinen Geschäftsbedingungen sowie Entgelten von Telekommunikationsunternehmen. Ab 2008 kamen Regulierungsaufgaben im Bereich des Postwesens hinzu. Dazu wurde zunächst die TKK um einen Senat für Postangelegenheiten erweitert. Mit dem neuen Postmarktgesetz vom 4. Dezember 2009 (BGBl. I Nr. 123/2009) wurde dann die Post-Control-Kommission (PCK) geschaffen.
Die PCK besteht ebenfalls aus drei Haupt- und drei Ersatzmitgliedern, die von der Bundesregierung für die Dauer von fünf Jahren ernannt werden. Mit dem Post-Geschäftsstellen-Beirat ist der PCK zudem ein beratendes Gremium zugeordnet.
Für Beschwerden über belästigende Anrufe unterhält die Behörde ein Erfassungsformular im Internet.
Die TKK und die PCK stehen gleichrangig neben der KommAustria. Anders als in anderen EU-Mitgliedstaaten, etwa in Großbritannien mit dem OFCOM oder in Italien mit der AGCOM, besteht in Österreich daher keine „einheitliche“ Regulierungsbehörde für den Bereich Medien und Telekommunikation.
Im Fachbereich Telekommunikation und Post fungiert die RTR-GmbH als Geschäftsstelle der TKK und der PCK.

## Rundfunk- und Telekom Regulierungs-GmbH (RTR-GmbH)
Die RTR-GmbH ist die Geschäftsstelle der KommAustria und der TKK sowie der PCK. Sie ist in diesen Bereichen den Behörden vollumfänglich weisungsgebunden. Für einzelne Vollzugsaufgaben des Telekommunikationsgesetzes (TKG 2003) ist die RTR-GmbH selbst Behörde; auch die Förderungsverwaltung im Fachbereich Medien wird selbständig abgewickelt. Die RTR-GmbH beschäftigt rund 120 Mitarbeiter. Dementsprechend ist die RTR-GmbH in zwei Fachbereiche unterteilt, den Fachbereich Medien und den Fachbereich Telekommunikation und Post. Jeder Fachbereich wird von einem Geschäftsführer geleitet. Die Tätigkeiten der RTR-GmbH werden von Wirtschaftsprüfern geprüft. Der neunköpfige Aufsichtsrat setzt sich aus Vertretern der beiden Behörden, des Bundeskanzleramtes und des Bundesministeriums für Landwirtschaft, Regionen und Tourismus sowie der Belegschaft zusammen.
In den Fachbereich Medien fallen folgende Zuständigkeitsbereiche:
- Rundfunk regulatorisch (u. a. Zulassungs- und Rechtsaufsichtsverfahren, Frequenzverwaltung, alternative Streitbeilegung, Endkundenstreitschlichtung, Marktanalyse und Marktdefinition)
- Digitalisierungsfonds (2004 mit dem Zweck der Förderung digitaler Übertragungstechniken und digitaler Anwendungen auf Basis europäischer Standards im Zusammenhang mit Rundfunkprogrammen eingerichtet (Digitalfernsehen); Budget seit 2009: 0,5 Millionen Euro – finanziert aus dem Bundesanteil an den Rundfunkgebühren)
- Fernsehfonds Austria (seit 2004; fördert Fernsehfilmproduktionen mit maximal 20 % der Herstellungskosten oder dem Höchstförderungsbetrag je Produktionstyp; Budget seit 2009: 13,5 Millionen Euro – finanziert aus dem Bundesanteil an den Rundfunkgebühren)
- Verteilung von Fördermitteln aus den Fonds für den privaten Rundfunk und den nicht-kommerziellen Rundfunk (Budget: 20 bzw. 3 Millionen Euro – finanziert aus dem Bundesanteil an den Rundfunkgebühren)
- Außergerichtliche Streitbeilegungsstelle nach dem DSA

Die Tätigkeitsbereiche des Fachbereichs Telekommunikation sind:
- Telekommunikation regulatorisch
- Elektronische Signaturen
- Endkundenstreitschlichtung
- Post regulatorisch

Für die TKK ist die RTR-GmbH in den Bereichen Allgemeine Geschäftsbedingungen (AGB), Frequenzvergabeverfahren und Wettbewerbsregulierung zuständig. Seit Gründung der Post-Control-Kommission (PCK) als Senat für Post-Regulierung bei der TKK im Jahr 2008 ist die RTR-GmbH auch für deren AGB-Bereich, Wettbewerbsregulierung und Setzung von Aufsichtsmaßnahmen zuständig.
Finanziert wird die RTR-GmbH aus Bundesmitteln und Beiträgen der in die Zuständigkeit der Regulierung fallenden Unternehmen. Die Bundesmittel für regulatorischen Aufgaben betragen jeweils rund 30 %. Das Gesamtbudget der RTR-GmbH beläuft sich auf rund 12,5 Millionen Euro (2014).
Die RTR führt auch eine Liste der in Österreich zugelassenen Zertifizierungsdiensteanbieter und deren Dienste.
Bei der durch die RTR durchgeführten Versteigerung von rund 50 % der in Österreich verfügbaren Mobilfunk-Frequenzen wurden am 21. Oktober 2013 insgesamt 2,014 Milliarden Euro erlöst. Das von RTR angesetzte Mindestgebot lag bei 526 Millionen Euro. Die A1 Telekom Austria kaufte Frequenzen für 1,03 Milliarden Euro, T-Mobile Austria für 654 Millionen Euro und Hutchison Drei Austria (Hutchison Whampoa) für 330 Millionen Euro.